# Хазбиевич, Селим
Селим Хазбиевич (пол. Selim Chazbijewicz, тат. Сәлим Әмир улы Хазбиевич, 17 ноября 1955, Гданьск — Польша) — польский политолог, обозреватель и поэт. С 2017 по 2023 посол в Казахстане.

## Биография
Селим Хазбиевич родился в 1955 году в Гданьске в семье польских татар. В 1980 году он получил степень магистра на факультете польской филологии Гданьского университета. В 1991 году защитил в Университете Адама Мицкевича в Познани кандидатскую диссертацию о польских мусульманах в XX веке. В 2002 году защитил докторскую степень по теме крымских татар после Второй мировой войны. Работал доцентом в Варминско-Мазурском университете в Ольштыне. Является членом Польской академии наук.
Помимо академической карьеры, публикует стихи и работает редактором. С 1986 по 1991 год был главным редактором ежеквартального издания «Мусульманская жизнь». В 1994 году стал главным редактором «Ежегодника польских татар». Является членом Союза польских писателей.
С 1999 по 2007 год был президентом Związek Tarów Rzeczypospolitej Polskiej («Ассоциации татар Республики Польша»). В 2003 году стал имамом Гданьской мусульманской общины.
В 2000-х годах присоединился к партии «Право и справедливость». В 2017 году был назначен послом Польши в Казахстане. 18 октября 2017 года вручил верительные грамоты президенту Казахстана Нурсултану Назарбаеву. Также был аккредитован в Кыргызстане, вручив верительные грамоты президенту Кыргызстана Алмазбеку Атамбаеву 27 октября 2017 года. Снят с должности посла в 2023 году.
Награжден Бронзовым крестом за заслуги в 2014 году.
В 2019 году награждён знаком «За заслуги перед крымскотатарским народом».

## Труды
Научные работы
1. Awdet czyli Powrót. Walka polityczna Tatarów krymskich o zachowanie tożsamości narodowej i niepodległość państwa po II wojnie światowej, Olsztyn: Wydawnictwo Uniwersytetu Warmińsko-Mazurskiego 2000, ISBN 8372990972.
2. Tatarzy krymscy: walka o naród i wolną ojczyznę, Poznań-Września: Likon 2001, ISBN 8391614417.
3. Baśnie, podania i legendy polskich Tatarów, Białystok: Muzułmański Związek Religijny w Rzeczypospolitej Polskiej. Najwyższe Kolegium 2012.
4. Tatarzy pod Grunwaldem (współautor ze Sławomirem Moćkunem), Grunwald-Stębark: Muzeum Bitwy pod Grunwaldem 2012.

Стихи
1. Wejście w baśń, Olsztyn 1978[9].
2. Czarodziejski róg chłopca, Gdańsk 1980, ISBN 8321591493.
3. Sen od jabłek ciężki, Łódź 1981, ISBN 8321801560
4. Krym i Wilno, Gdańsk 1990.
5. Mistyka tatarskich kresów, Białystok 1990.
6. Poezja Wschodu i Zachodu, Warszawa 1992.
7. Rubai’jjat albo czterowiersze, Gdańsk 1997, ISBN 83-907513-2-1.
8. Hymn do Sofii, Olsztyn 2005, ISBN 83-919014-1-6.